# Umm Radżim
Umm Radżim (arab. أم رجيم) – wieś w Syrii, w muhafazie Al-Hasaka. W 2004 roku liczyła 667 mieszkańców.